# Allendorf, Rhein-Lahn
Allendorf là một đô thị thuộc huyện Rhein-Lahn, bang Rheinland-Pfalz, phía tây nước Đức. Đô thị này có diện tích 3,03 km², dân số thời điểm ngày 31 tháng 12 năm 2006 là 678 người.